# Várzea (São Pedro do Sul)
Várzea is een plaats (freguesia) in de Portugese gemeente São Pedro do Sul en telt 1499 inwoners (2001).